# Angga Candra
Angga Candra Lukita (22 januari 1991), ook bekend als Angga Candra, is een Indonesische muzikant, songwriter en zanger.

## Carrière
Angga Candra heeft zich aangesloten bij verschillende muziekgroepen, waaronder Crabypatty, River, Filosofi, Catur en Coffee, en uiteindelijk richtte hij de band Adipati op. Adipati sloot zich uiteindelijk aan bij Trinity Optima Production. Vanaf dat moment werden hij en zijn vijf vrienden bekend in de Indonesische muziekwereld. Een van Adipati's beroemde nummers is Selimut Jiran. Dit nummer werd opnieuw gezongen door de groep Repvblik.

## Discografie
- Kekasih Bayangan
- Sekecewa itu
- Orang Yang Salah
- Sampai Tutup Usia
- Semua Demi Kamu
- Sudah
- Sandaran Hati
- Pura Pura Lupa
- Terlalu
- Saat Terakhir
- Rindu

## Referentie
1. ↑  (id) KUYOU, Biodata Angga Candra Lukita Lengkap Agama, Umur dan Wiki, YouTuber dan Musisi yang Unik Abis. kuyou.id. Geraadpleegd op 6 juni 2025.
2. ↑  (id) Angga Candra. Tribunnewswiki.com. Geraadpleegd op 6 juni 2025.
3. ↑  (id) Dailysia, Staff, Angga Candra. Dailysia (17 februari 2025). Geraadpleegd op 6 juni 2025.
4. ↑  (id) Hawari, Hanif, Lika Liku Perjalanan Hidup Angga Candra, Pelantun Sampai Tutup Usia. detikhot. Geraadpleegd op 6 juni 2025.
5. ↑  (id) Novita, Siti Dwi, Angga Candra Siapa? Intip Profil dan Biodata Youtuber dan Penyanyi Pelantun Lagu Sekecewa Itu: Karir, Umur, Instagram - Mengerti. Angga Candra Siapa? Intip Profil dan Biodata Youtuber dan Penyanyi Pelantun Lagu Sekecewa Itu: Karir, Umur, Instagram - Mengerti. Geraadpleegd op 6 juni 2025.
6. ↑  (id) Ridlo, Moh Ali, Profil dan Biodata Angga Candra Youtubers, Awalnya Mengamen, Sering Prank Saat Menyanyi di Youtube. Media Blora. Geraadpleegd op 6 juni 2025.
7. ↑  (id) Nasution, Reporter : Iwan-Editor : Ahmad Nasti, Youtuber Angga Candra Pelantun Lagu Sekecewa Itu, Ternyata Asli Orang Bengkulu. Radar Informasi News (20 juli 2024). Geraadpleegd op 6 juni 2025.